# Озерок
Озерок — деревня в Чернском районе Тульской области в составе Липицкого сельского поселения.

## География
Находится в юго-западной части Тульской области на расстоянии приблизительно 25 км на восток-юго-восток по прямой от поселка Чернь, административного центра района.

## История
В 1859 году здесь (деревня Чернского уезда Тульской губернии) было отмечено 18 дворов, в 1926 — 3, в конце 1930-х годов — 53.

## Население
Постоянное население составляло 218 человек (1859 год), 21 (1926), 8 (русские 87 %) в 2002 году, 1 в 2010.